# ایرباس ای۳۵۰
ایرباس ای۳۵۰ (به انگلیسی: Airbus A350) یک سری هواپیمای مسافربری پهن‌پیکر دوموتوره است که توسط شرکت ایرباس اروپا توسعه‌یافته و ساخته می‌شود. کاربرد اصلی این هواپیما جابجایی تعداد زیادی مسافر در مسافت‌های بسیار طولانی است.
هواپیمای ای۳۵۰ نخستین هواپیمای ایرباس است که در ساخت بدنهٔ آن به جای آلیاژهای آلومینیوم سبک رایج در صنعت هواپیمایی، از پلیمر تقویت‌شده با فیبر کربن استفاده شده است. این هواپیما برای رقابت با هواپیماهای بوئینگ ۷۷۷ و بوئینگ ۷۸۷ طراحی شده است و نخستین نمونه آن در سال ۲۰۱۳ میلادی به بازار آمد.
اولین نمونه ساخته‌شده این هواپیما در تاریخ ۱۴ ژوئن سال ۲۰۱۳ در فرودگاه تولوز-بلانیاک فرانسه به پرواز درآمد. طراحی و ساخت این هواپیما همزمان با ایرباس ای۳۳۰ انجام شد. شرکت ایرباس مدعی است که مصرف سوخت این هواپیما و هزینه‌های عملیاتی آن به مراتب کمتر از بوئینگ ۷۸۷ خواهد بود. شرکت هواپیمایی قطر نخستین نمونه تجاری ایرباس ای-۳۵۰ را در سال ۲۰۱۳ دریافت کرد. مدل ای۳۵۰–۱۰۰۰ دارای ظرفیت ۳۵۰ نفر برای مسیرهای بیش از ۸۰۰۰ ناتیکال مایل (۱۴۸۱۶ کیلومتر) طراحی شده است. طول این مدل از دماغه تا دم ۷۴٫۳ متر می‌باشد که بیشترین در همه هواپیماهای ایرباس می‌باشد. در تاریخ ۵ فوریه ۲۰۱۴ شرکت هواپیمایی قطر ایرویز اولین هواپیمای ای۳۵۰ را در فرودگاه بین‌المللی حمد در دوحه تحویل گرفت تا اولین شرکت مالک و استفاده‌کننده این هواپیما باشد.
ایران پس از برجام اقدام به سفارش تعدادی از این هواپیما به شرکت ایرباس کرد. یک نمونه از این هواپیما اسفندماه ۹۴ برای نمایش امکانات و حسن‌نیت شرکت ایرباس وارد فرودگاه بین‌المللی مهرآباد تهران شد و به رسم یاد بود مدلی از آن به مسولان هواپیمایی ایران اهدا گردید. کاپیتان وازریک ساهاکیان که سال‌ها قبل از مسئولان هواپیمایی ایران ایر محسوب می‌شد، پس از آنکه شرکت هواپیمایی قطر ایرویز اولین هواپیمای ای۳۵۰ اکس‌دابلیوبی را در فرودگاه بین‌المللی حمد در دوحه تحویل گرفت تا اولین شرکت مالک و استفاده‌کننده این هواپیما در دنیا باشد، به همراه کمک خود کاپیتان ایوانف، مسئولیت انتقال مسافران را با مدرن‌ترین هواپیمای کنونی مسافربری در جهان برعهده گرفته است.

## مدل‌ها

اندازه‌های مختلف ایرباس ای-۳۵۰

- ای۳۵۰-۸۰۰ برنامه‌ریزی شده برای سال ۲۰۱۳ میلادی با ظرفیت ۲۷۰ مسافر در سه کلاس.

قیمت تقریبی: ۲۶۹ میلیون دلار در سال ۲۰۱۵
این مدل برای رقابت با بوئینگ ۷۸۷–۹ و جایگزینی با ایرباس ای۳۳۰-۲۰۰ طراحی شده بود اما به دلیل به خطر افتادن فروش ایرباس ای-۳۳۰ نئو برنامه تولیدش لغو شد.
- ای۳۵۰-۹۰۰ برنامه‌ریزی شده برای سال ۲۰۱۳ میلادی با ظرفیت ۳۱۴ مسافر در سه کلاس.

قیمت تقریبی: ۳۰۴ میلیون دلار در سال ۲۰۱۵
این مدل برای رقابت با بوئینگ ۷۷۷ ۲۰۰ئی‌آر و جایگزینی ایرباس ای۳۴۰-۳۰۰ طراحی شده‌است.
- ای۳۵۰-۱۰۰۰ برنامه‌ریزی شده برای سال ۲۰۱۵ میلادی با ظرفیت ۳۵۰ مسافر در سه کلاس.

قیمت تقریبی: ۳۵۱ میلیون دلار در سال ۲۰۱۵. این مدل برای رقابت با بوئینگ ۷۷۷-۳۰۰ئی‌آر و جایگزینی ایرباس ای۳۴۰-۶۰۰ طراحی شده‌است.

## سفارش‌ها و تحویل سفارش‌ها

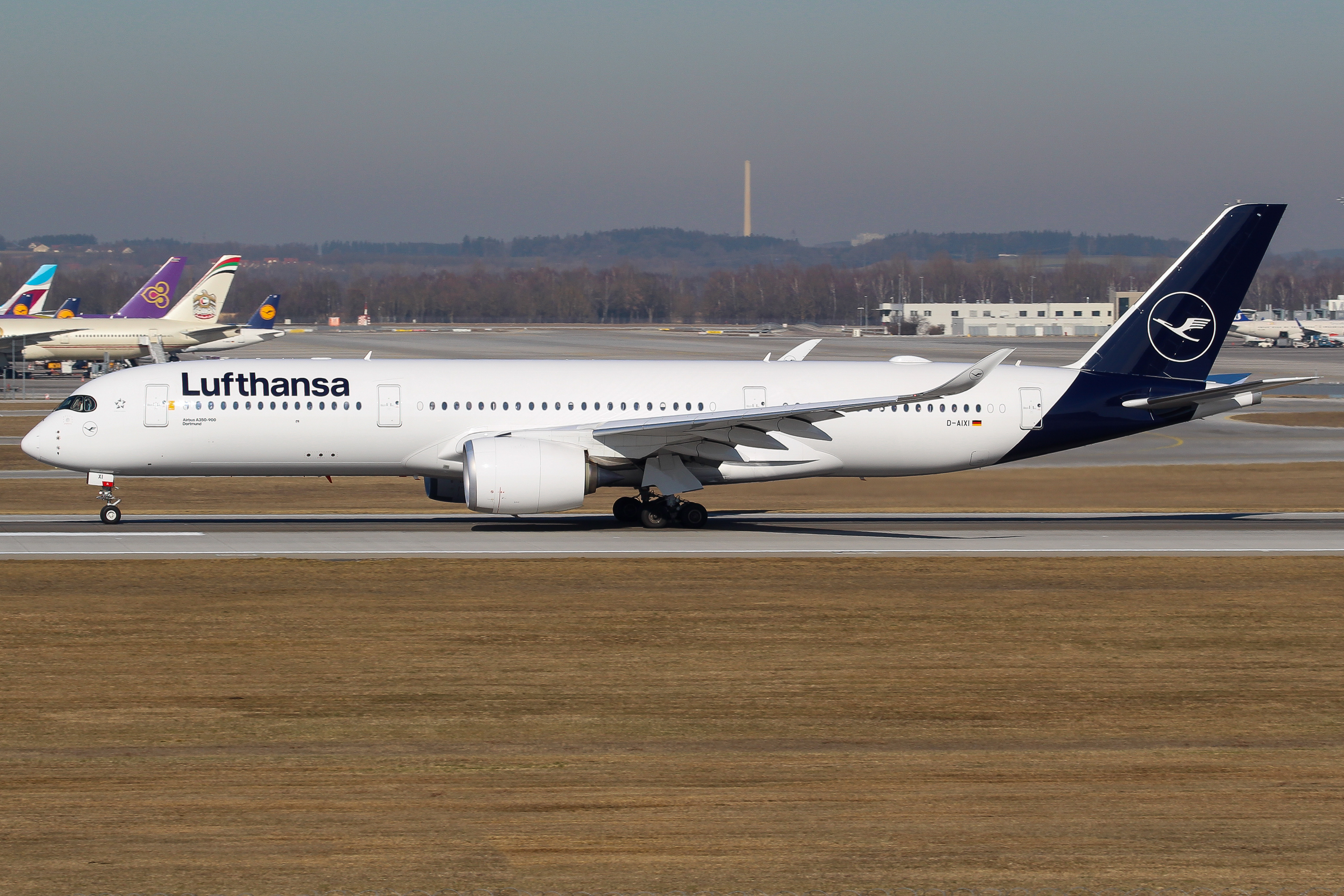
ایرباس ای۳۵۰ لوفت‌هانزا

تا پایان دسامبر ۲۰۱۵، ۳۳ مشتری ۷۷۷ فروند از این هواپیما به ایرباس سفارش داده‌اند.
| A350-800 | A350-900 | A350-1000 | مجموعه سفارش‌های شرکت‌ها |
| -------- | -------- | --------- | ---------------------- |
| ۱۶       | ۵۸۰      | ۱۸۱       | ۷۷۷                    |

### سفارش‌های دریافتی و تحویلی بر اساس سال
|                | ۲۰۰۶ | ۲۰۰۷ | ۲۰۰۸ | ۲۰۰۹ | ۲۰۱۰ | ۲۰۱۱ | ۲۰۱۲ | ۲۰۱۳ | ۲۰۱۴ | ۲۰۱۵ | مجموع |
| -------------- | ---- | ---- | ---- | ---- | ---- | ---- | ---- | ---- | ---- | ---- | ----- |
| تعداد سفارش ها | ۲    | ۲۹۲  | ۱۶۳  | ۵۱   | ۷۸   | ۳۱-  | ۲۷   | ۲۳۰  | ۳۲-  | ۳-   | ۷۷۷   |
| تعداد تحویل‌ها  | -    | -    | -    | -    | -    | -    | -    | -    | ۱    | ۱۴   | ۱۵    |

### در ایران
در ژانویه ۲۰۱۶ میلادی پس از لغو تحریم‌های بین‌المللی، ایران ایر سفارش ۱۶ فروند از این هواپیما را به ایرباس داد
یک فروند از این هواپیما به صورت نمادین اول اسفندماه ۹۴ وارد فرودگاه مهرآباد شد.

### سفارش‌ها و تحویل‌ها بر اساس شرکت‌های سفارش دهنده ایرباس آ-۳۵۰ تا تاریخ ۳۰ ژوئن ۲۰۱۳

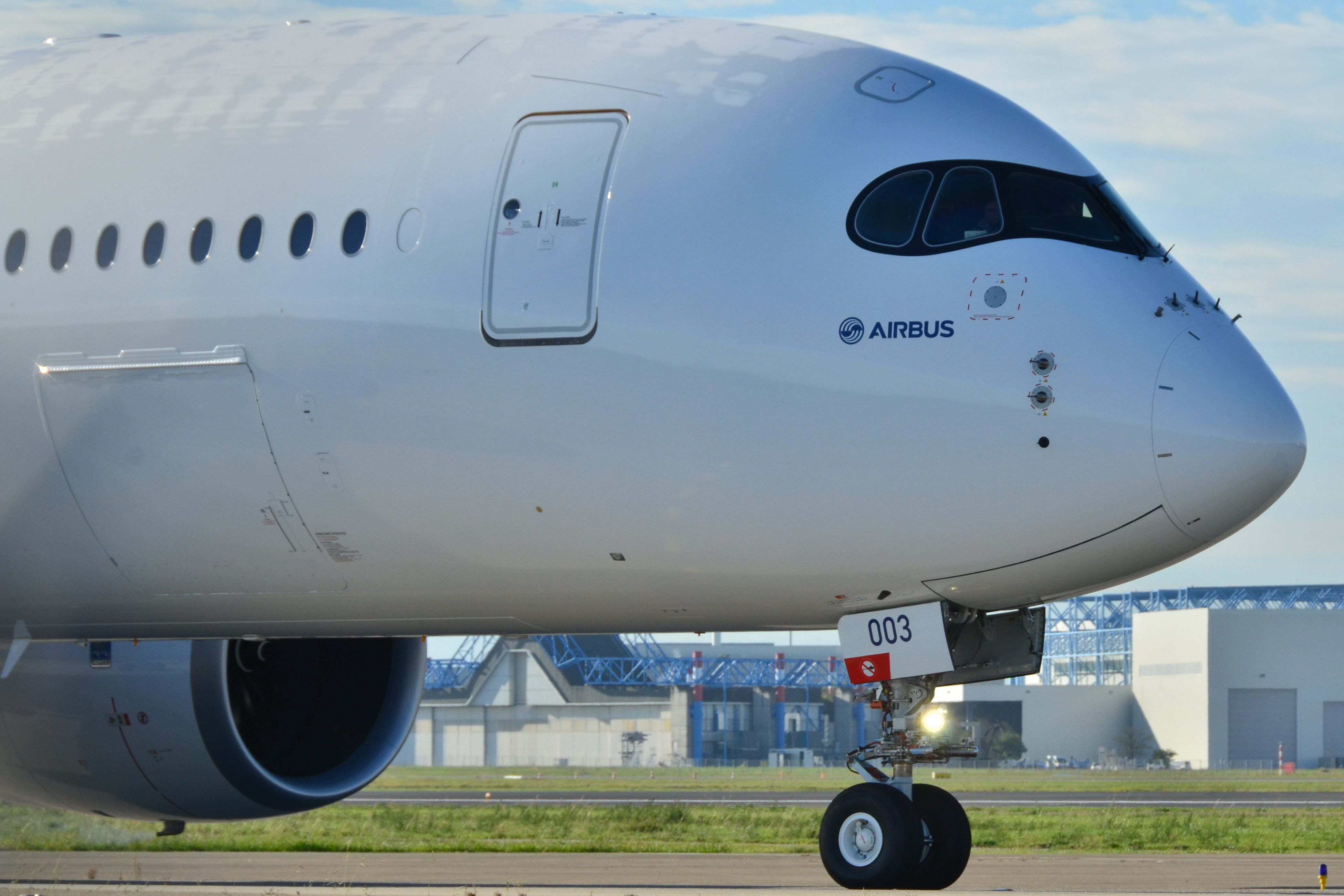
دماغه متمایز ایرباس A350